# Alfons Schulz

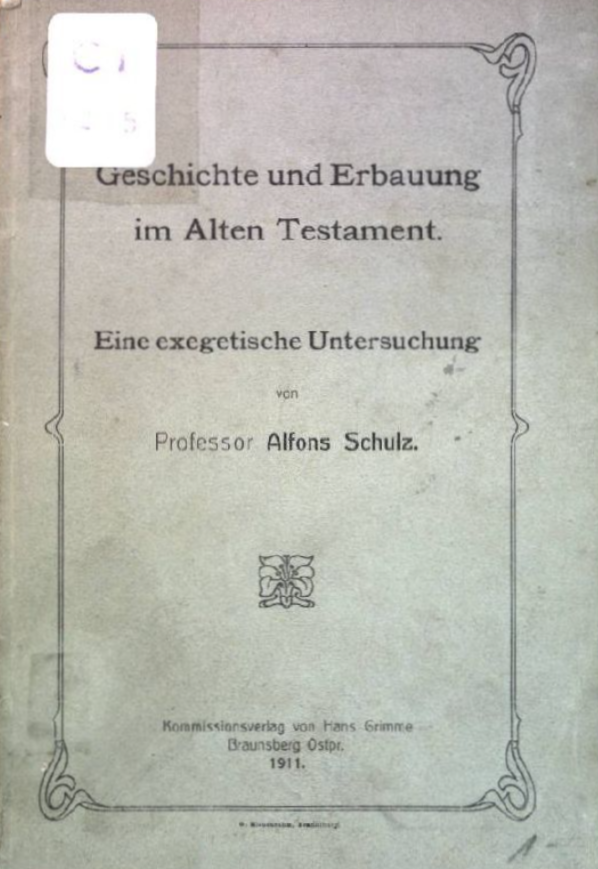
Geschichte und Erbauung im Alten Testament; Eine exegetische Untersuchung, Braunsberg 1911

Alfons Schulz (* 27. April 1871 in Karschau; † 7. März 1947 in Lippstadt) war ein katholischer deutscher Theologe (Alttestamentler).

## Leben
Im Jahre 1904 erhielt er den Ruf auf den Lehrstuhl für alttestamentliche Exegese am Lyceum Hosianum. 1925 folgte er dem Ruf an die Katholisch-Theologische Fakultät der Universität Breslau.

## Schriften (Auswahl)
- Menschen aus heiligen Landen. Breslau 1931, OCLC 72748222.
- Geistige Strömungen im Alten Testament. Breslau 1931, OCLC 247431010.
- Kritisches zum Psalter. Münster 1932, OCLC 851303020.
- Biblische Worte und Namen. Ein Hilfsbuch für den Bibelleser. Leipzig 1953, OCLC 646880968.